# Strofa alcejska
Strofa alcejska – w poezji starożytnej strofa, która składa się z czterech wersów alcejskich, mianowicie dwóch jedenastozgłoskowców, dziewięciozgłoskowca i dziesięciozgłoskowca. Za jego twórcę uważa się Alkajosa, rówieśnika Safony, pochodzącego z Mityleny na Lesbos. Do poezji rzymskiej strofa alcejska została wprowadzona przez Horacego.
Schemat metryczny wygląda następująco:
|                                         | 1. stopa                                           | 2. stopa                                           | 3. stopa                           | 4. stopa                                           | 5. stopa                                            |
| --------------------------------------- | -------------------------------------------------- | -------------------------------------------------- | ---------------------------------- | -------------------------------------------------- | --------------------------------------------------- |
| jedenastozgłoskowiec alcejski wersy 1–2 | dowolna sylaba · akcentowana sylaba                | krótka sylaba · akcentowana sylaba                 | długa sylaba                       | akcentowana sylaba · krótka sylaba · krótka sylaba | akcentowana sylaba · krótka sylaba · anceps w arsie |
| dziewięciozgłoskowiec alcejski wers 3   | dowolna sylaba · akcentowana sylaba                | krótka sylaba · akcentowana sylaba                 | długa sylaba · akcentowana sylaba  | krótka sylaba · akcentowana sylaba                 | anceps w tezie                                      |
| dziesięciozgłoskowiec alcejski wers 4   | akcentowana sylaba · krótka sylaba · krótka sylaba | akcentowana sylaba · krótka sylaba · krótka sylaba | akcentowana sylaba · krótka sylaba | akcentowana sylaba · anceps w tezie                |                                                     |

Najbardziej znanym przykładem użycia strofy alcejskiej jest pieśń Horacego o Sorakte:
Vides ut alta stet nive candidum
Soracte nec iam sustineant onus
silvae laborantes geluque
flumina constiterint acuto?
W literaturze polskiej strofa alcejska w przeciwieństwie do bardzo popularnej strofy safickiej nie przyjęła się.
Użył jej Stanisław Trembecki w Odzie dedykowanej Naruszewiczowi:
O ty, kapłanie Delijskiego świętny,
Przeszłego wiadom, przyszłości pojętny
Wieńcz twe skronie, wieszczą bierz laskę,
Śnieżny ubiór i złotą przepaskę.
Z rzadka strofa alcejska pojawia się w tłumaczeniach utworów napisanych tą miarą – wierszy Alkajosa, Horacego i Friedricha Hölderlina. Miarą oryginału wiersz Hölderlina Ziemia ojczysta przełożył Witold Wirpsza.
Ze strofą alcejską eksperymentowali poeci włoscy, na przykład Gabriele D’Annunzio:
Quando ne’ campi sigei pugnavano
di Lesbo i figli tra ’l fiero strepito
de l’armi sanguigne lucenti
in un nugolo denso di polve;
(A la strofe alcaica)
Omawianej zwrotki użył też Giosuè Carducci:
Non mai da ’l cielo ch’io spirai parvolo
ridesti, o Sole, bel nume, splendido
a me, sí come oggi ch’effuso
t’amo per l’ampie vie di Livorno.
Strofę alcejską można odnaleźć w dokonanym przez Jerzego Żuławskiego przekładzie Z Nowożytnych ód Ottona Ericha Hartlebena:
W bezmocy piękność mowy nie padła, nie!
choć przebrzmiał mistrzów dawnych donośny krok!
– i my tam idziem, kędy oni,
stopy dźwięcznemi i patrząc światła.